# Morti nel 1790
| Questa pagina contiene informazioni ricavate automaticamente dalle voci biografiche con l'ausilio del template Bio e di un bot. L'aggiornamento è periodico e automatico e ricostruisce completamente la pagina. Se manca una persona in questa lista, sei pregato di non aggiungerla, ma accertati piuttosto che la sua voce biografica contenga il template Bio e che i dati anagrafici siano correttamente compilati. Se il template Bio manca, inseriscilo tu stesso o, in alternativa, metti l'avviso {{tmp\|Bio}} che ne segnala la mancanza. Se i dati riportati sono sbagliati, correggi direttamente la voce biografica; le modifiche saranno visibili in questa lista entro pochi giorni. Per chiarimenti vedi il progetto biografie. La lista contiene solo le 115 persone che sono citate nell'enciclopedia e per le quali è stato implementato correttamente il template Bio. Pagina aggiornata al 18 ago 2025. |

## Gennaio(8)
- 5 gennaio - Jacob Christian Schäffer, botanico, micologo e zoologo tedesco (n. 1718)
- 7 gennaio - Antonio Corbisiero, compositore italiano (n. 1720)
- 14 gennaio - Maria Vittoria Ottoboni, nobile, scrittrice e attrice teatrale italiana (n. 1721)
- 15 gennaio - Antonio Contestabili, pittore italiano (n. 1716)
- 15 gennaio - John Landen, matematico inglese (n. 1719)
- 18 gennaio - Stefano Ittar, architetto polacco (n. 1724)
- 20 gennaio - John Howard, filantropo britannico (n. 1726)
- 25 gennaio - Giusto Fernando Tenducci, cantante castrato e compositore italiano

## Febbraio(10)
- 2 febbraio - Friedrich Wolfgang Reiz, filologo classico e linguista tedesco (n. 1733)
- 3 febbraio - Niccolò Lapiccola, pittore italiano (n. 1727)
- 5 febbraio - William Cullen, medico e chimico scozzese (n. 1710)
- 10 febbraio - Jan Jakub Zamoyski, nobile e politico polacco (n. 1716)
- 18 febbraio - Elisabetta Guglielmina di Württemberg, nobile (n. 1767)
- 19 febbraio - Thomas de Mahy de Favras, nobile e politico francese (n. 1744)
- 19 febbraio - Jan Křtitel Krumpholtz, compositore e arpista ceco (n. 1747)
- 20 febbraio - Antonio Belglava, vescovo cattolico italiano (n. 1730)
- 20 febbraio - Giuseppe II d'Asburgo-Lorena, imperatore (n. 1741)
- 28 febbraio - Nicolas-Denis Derome, artigiano francese (n. 1731)

## Marzo(7)
- 4 marzo - Flora MacDonald, patriota britannica (n. 1722)
- 5 marzo - Nils Idman, teologo e letterato finlandese (n. 1716)
- 7 marzo - Ignacy Feliks Morawski, generale e politico lituano (n. 1744)
- 7 marzo - Jean-Baptiste Romé de L'Isle, mineralogista francese (n. 1736)
- 12 marzo - Andreas Hadik von Futak, condottiero ungherese (n. 1710)
- 12 marzo - Vincenzo di Sangro, nobile italiano (n. 1743)
- 19 marzo - Cezayirli Gazi Hasan Pascià, militare e politico ottomano (n. 1713)

## Aprile(8)
- 6 aprile - Luigi IX d'Assia-Darmstadt (n. 1719)
- 9 aprile - Nicolas-Sylvestre Bergier, presbitero, teologo e scrittore francese (n. 1718)
- 9 aprile - Muhammad III del Marocco, sultano marocchino (n. 1710)
- 10 aprile - Antonio Maria Franci, vescovo cattolico italiano (n. 1705)
- 12 aprile - Johann Jacob Ferber, mineralogista svedese (n. 1743)
- 17 aprile - Benjamin Franklin, scienziato, politico e inventore statunitense (n. 1706)
- 25 aprile - Maria Anna del Palatinato-Sulzbach, nobile tedesca (n. 1722)
- 29 aprile - Charles-Nicolas Cochin, pittore, scrittore e disegnatore francese (n. 1715)

## Maggio(4)
- 6 maggio - Johannes Gessner, medico e naturalista svizzero (n. 1709)
- 19 maggio - Teresa Eletta Rivetti, mistica, scrittrice e monaca cristiana italiana (n. 1723)
- 21 maggio - Thomas Warton, scrittore, poeta e storico inglese (n. 1728)
- 29 maggio - Israel Putnam, generale statunitense (n. 1718)

## Giugno(2)
- 9 giugno - Robert Robinson, teologo inglese (n. 1735)
- 30 giugno - Lucia Galeazzi Galvani, scienziata italiana (n. 1743)

## Luglio(11)
- 10 luglio - Peter Jonas Bergius, botanico svedese (n. 1730)
- 11 luglio - Fabrizio Galliari, pittore e scenografo italiano (n. 1709)
- 14 luglio - Ernst Gideon von Laudon, generale austriaco (n. 1717)
- 16 luglio - Giovanni Francesco Cigna, medico e chimico italiano (n. 1734)
- 17 luglio - Johann II Bernoulli, matematico svizzero (n. 1710)
- 17 luglio - Adam Smith, filosofo e economista scozzese (n. 1723)
- 20 luglio - Giordano Riccati, fisico, architetto e matematico italiano (n. 1709)
- 23 luglio - Henri de Pontevès-Gien, militare e marinaio francese (n. 1738)
- 25 luglio - Johann Bernhard Basedow, pedagogista, teologo e saggista tedesco (n. 1724)
- 25 luglio - William Livingston, politico statunitense (n. 1723)
- 28 luglio - Giuseppe Maria d'Altemps, VI duca di Gallese, nobile italiano (n. 1729)

## Agosto(7)
- 9 agosto - Ignazio Gaetano Boncompagni Ludovisi, cardinale italiano (n. 1743)
- 10 agosto - John Gore, esploratore britannico
- 10 agosto - Marie Louise Mignot, letterata e musicista francese (n. 1712)
- 16 agosto - Agostino Carlini, scultore e pittore italiano (n. 1718)
- 23 agosto - Giovanna Francesca di Hohenzollern-Sigmaringen, principessa (n. 1765)
- 28 agosto - Andrea Pigonati, ingegnere italiano (n. 1734)
- 29 agosto - Luigi Günther II di Schwarzburg-Rudolstadt, nobile tedesco (n. 1708)

## Settembre(5)
- 2 settembre - Johann Nikolaus von Hontheim, vescovo cattolico, storico e teologo tedesco (n. 1701)
- 8 settembre - Gioacchino Pizzi, poeta italiano (n. 1716)
- 18 settembre - Enrico Federico di Hannover, nobile (n. 1745)
- 23 settembre - Rambaldo degli Azzoni Avogaro, storico e numismatico italiano (n. 1716)
- 28 settembre - Nicola I Esterházy, principe, musicista e mecenate ungherese (n. 1714)

## Ottobre(11)
- 2 ottobre - Cristiana Anna di Anhalt-Köthen, contessa (n. 1726)
- 10 ottobre - Kenton Couse, architetto britannico (n. 1721)
- 10 ottobre - Ivan Ivanovič Möller-Sakomelsky, generale russo (n. 1725)
- 11 ottobre - Marmaduke Tunstall, ornitologo, botanico e naturalista britannico (n. 1743)
- 17 ottobre - Georg Christoph Pisanski, teologo tedesco (n. 1725)
- 19 ottobre - Lyman Hall, politico statunitense (n. 1724)
- 25 ottobre - Ottavio Bertotti Scamozzi, architetto italiano (n. 1719)
- 25 ottobre - Lev Aleksandrovič Puškin, ufficiale russo (n. 1723)
- 27 ottobre - Wiguläus von Kreittmayr, giurista e funzionario tedesco (n. 1705)
- 30 ottobre - Karai Senryū, poeta giapponese (n. 1718)
- 31 ottobre - John Edwin, attore teatrale e scrittore inglese (n. 1749)

## Novembre(4)
- 9 novembre - Juan Ramos de Lora, missionario, docente e vescovo cattolico spagnolo (n. 1722)
- 11 novembre - Nicolò Pacassi, architetto austriaco (n. 1716)
- 19 novembre - Vittorio Lodovico d'Hallot Des Hayes, politico e militare italiano (n. 1707)
- 28 novembre - Pierre Jaquet-Droz, orologiaio svizzero (n. 1721)

## Dicembre(10)
- 9 dicembre - Joseph d'Albert, politico, magistrato e nobile francese (n. 1721)
- 12 dicembre - Michail Michajlovič Ščerbatov, politico e storico russo (n. 1733)
- 13 dicembre - Pierluigi Galletti, vescovo cattolico e archeologo italiano (n. 1722)
- 14 dicembre - Jean Joseph Pierre Pascalis, avvocato francese (n. 1732)
- 16 dicembre - Ludwig August Lebrun, oboista e compositore tedesco
- 20 dicembre - Elizabeth Gunning, nobile e attrice teatrale irlandese (n. 1733)
- 25 dicembre - Maria Teresa Cybo-Malaspina, sovrana italiana (n. 1725)
- 29 dicembre - Giovanni Battista Carboni, scultore e critico d'arte italiano (n. 1729)
- 29 dicembre - Jean-Georges Lefranc de Pompignan, politico e arcivescovo cattolico francese (n. 1715)
- 29 dicembre - Nicolas Marie Potain, architetto francese (n. 1723)

## Senza giorno specificato(28)
- Antonio Belloni, presbitero e pittore italiano (n. 1720)
- Giuseppe Gerolamo Buniva, architetto italiano
- Giuseppe Carlucci, astronomo e religioso italiano
- Giovan Battista Cascione, architetto italiano (n. 1729)
- Francesco Girolamo Corio, notaio e poeta italiano (n. 1720)
- Giovanni David, pittore e incisore italiano (n. 1743)
- Marc-Antoine Eidous, traduttore e enciclopedista francese (n. 1724)
- Louis Ethis de Corny, magistrato, avvocato e rivoluzionario francese (n. 1736)
- Leontzi Honauer, compositore tedesco (n. 1730)
- Isoda Koryūsai, pittore e incisore giapponese (n. 1735)
- Lambert Krahe, architetto tedesco (n. 1712)
- Honoré Lacombe de Prezel, giurista francese (n. 1725)
- Jean-Laurent Legeay, architetto francese (n. 1708)
- Pietro Maderni, scultore svizzero (n. 1726)
- Girolamo Medebach, attore teatrale italiano (n. 1706)
- Gaetano Mercurio, pittore italiano (n. 1730)
- Carlotta di Monaco, principessa e religiosa monegasca (n. 1719)
- Angelo Nannoni, chirurgo italiano (n. 1715)
- Giammaria Ortes, filosofo, matematico e economista italiano (n. 1713)
- Vincenzo Panerai, compositore e organista italiano (n. 1750)
- Alberto Pappiani, matematico, astronomo e teologo italiano (n. 1709)
- Noël de Règemorte, ingegnere francese
- Giuseppe Santarelli, cantante castrato, compositore e direttore di coro italiano (n. 1710)
- Joseph Smith, generale britannico (n. 1732)
- Grigorij Andreevič Spiridov, ammiraglio russo (n. 1713)
- John Twigg, artigiano britannico (n. 1732)
- Giacomo Van Lint, pittore italiano (n. 1723)
- Gaetano de Bottis, naturalista italiano (n. 1721)